# Fédération sénégalaise de cyclisme
 (janvier 2017).
Si vous disposez d'ouvrages ou d'articles de référence ou si vous connaissez des sites web de qualité traitant du thème abordé ici, merci de compléter l'article en donnant les références utiles à sa vérifiabilité et en les liant à la section « Notes et références ».
La Fédération sénégalaise de cyclisme (FSC) organise les disciplines cyclistes au Sénégal. La FSC est membre de l'Union cycliste internationale et de la Confédération africaine de cyclisme.
Le président de la Fédération sénégalaise de cyclisme, Papa Fata Faye a été élu membre du comité directeur de la Confédération africaine de cyclisme (CAC) à l’issue de son congrès électif tenu le 16 février 2025 au Caire, en Egypte.